# Полевой (Домбаровский район)
Полевой — посёлок в Домбаровском районе Оренбургской области. Административный центр Полевого сельсовета.

## История
В 1966 г. Указом Президиума ВС РСФСР поселок центральной усадьбы совхоза «Полевой» переименован в Полевой.

## Население
| 2010 |
| ---- |
| 814  |